# Damir Waissowitsch Muchetdinow

Damir Muchetdinow (2012)

Damir Waissowitsch Muchetdinow (russisch Дамир Ваисович Мухетдинов; wiss. Transliteration Damir Vaisovič Muchetdinov; geb. 1977 in Gorki (heute Nischni Nowgorod), Sowjetunion), oft in der Schreibung Damir Mukhetdinov, ist ein russisch-tatarischer islamischer Geistlicher, Politologe und Politiker tatarischer Herkunft aus der Oblast Nischni Nowgorod.
Er ist stellvertretender Vorsitzender der aus der Geistlichen Verwaltung der Muslime des europäischen Teils von Russland (mit Sitz in Moskau) hervorgegangenen Geistlichen Verwaltung der Muslime der Russischen Föderation (Großmufti ist Rawil Gainutdin) und Direktor des Islamischen Instituts Chussain Faischanow in der Oblast Nischni Nowgorod mit Sitz in Nischni Nowgorod.
Er ist der ehemalige Vorsitzende des Rates der Ulema der Geistlichen Verwaltung der Muslime der Oblast Nischni Nowgorod  (DUMNO). Er war Mitglied der 4. Gesellschaftlichen Kammer Russlands, deren Mitglieder vom russischen Präsidenten bestimmt werden. Seit 2015 ist er Imam-Muchtasib von Sankt Petersburg und der Oblast Leningrad.
Er ist stellvertretender Direktor des Zentrums für Arabistik und Islamwissenschaften am Institut für Asien- und Afrikawissenschaften der Staatlichen Universität Moskau, ebenfalls Editor-in-Chief des Medina Publishing House in Nischni Nowgorod.
Seinen PhD-Abschluss machte er in Politikwissenschaften an der Fakultät für Internationale Beziehungen der Staatlichen Universität Nischni Nowgorod.
Chussain Faischanow (1823 oder 1828–1866), dem tatarischen Schriftsteller und Gelehrten, hat er eine Monographie gewidmet.
Sein besonderes Interesse gilt dem islamischen Bildungswesen im post-sowjetischen Russland.

## Publikationen (Auswahl)
- Khusain Faizkhan--klassik tatarskogo prosveshcheniia, istorii i pedagogiki : k 190-letiiu so dnia rozhdeniia Khusaina Faizkhanova (1823–1866) i X Faizkhanovskim chteniiam. Moskva; Nizhnii Novgorod 2014 (Buchhandelslink)
- Iz prošlogo religioznogo musul'manskogo obrazovanija na Nižegorodčine v XVIII – načale XX vv.1. Nižnij Novgorod Izdat. Nižegor. Islamskogo Medrese "Machinur" 2004 ()
- idmedina.ru: Система российского исламского образования: пути развития (Sistema Rossiyskogo Islamskogo Obrazovaniya: Puti Razvitiya)
- “Sovremennoe medrese dlya Sovremennoi Ummy (Modern madrasa for a modern nation)”, in: Problema Stanovleniya i Razvitiya Musulmanskogo Obrazovaniya v Postsovetskom Prostranstve (The Question of the Establishment and Development of Islamic Education in Post-Soviet Space) (Nizhny Novgorod: Knijniy Dom Medina, 2009)

- dumrf.ru: Х Международный мусульманский форум «Миссия религии и ответственность ее последователей перед вызовами современности» пройдет 10-12 декабря в Москве.
- eng.islam-today.ru: Damir Mukhetdinov: "Islam does not require minor girls to wear a hijab"!